# Ольшевка (Остроленцький повіт)
Ольшевка (пол. Olszewka) — село в Польщі, у гміні Леліс Остроленцького повіту Мазовецького воєводства.
Населення — 589 осіб (2011).
У 1975-1998 роках село належало до Остроленцького воєводства.

## Демографія
Демографічна структура станом на 31 березня 2011 року:
|          | Загалом | Допрацездатний вік | Працездатний вік | Постпрацездатний вік |
| -------- | ------- | ------------------ | ---------------- | -------------------- |
| Чоловіки | 299     | 77                 | 201              | 21                   |
| Жінки    | 290     | 70                 | 160              | 60                   |
| Разом    | 589     | 147                | 361              | 81                   |